# 장태남
장태남(1909년 1월 31일 ~ 2002년 1월 25일)은 대한민국의 국악인이다. 다른 이름은 장벽응(張碧應)이다.
경기도 파주에서 태어났다. 13세 때 머리를 깎고 승려로 입적하여 범패를 배웠다. 현재 무형문화재 범패 기능보유자로 강화도 문수사의 주지로 있었다.